# G.U.Y.

G.U.Y., pokrata za Girl Under You, pjesma je američke pjevačice Lady Gage s njenog trećeg studijskog albuma ARTPOP. Pjesmu su u cijelosti napisali i producirali Lady Gaga i Zedd. 
Video spot za pjesmu objavljen je 22. ožujka 2014. u sklopu kratkog filma, a sama pjesma je službeno objavljena kao treći singl 8. travnja.